# Pero Ferrús
Pedro o Pero Ferrús o Ferruz (fl. 1380) fue un poeta castellano del siglo XIV, el principal de la corte de Enrique II junto con Alfonso Álvarez de Villasandino, que le sobrevivió.

## Biografía
Vivió  en Alcalá de Henares durante los reinados de Pedro I el Cruel, y su medio hermano bastardo Enrique II el Fratricida. Fue marrano o judío converso al cristianismo y sostuvo una relación amorosa con una tal Bellaguisa. Escribió en el estilo trovadoresco provenzal en una época en que este estilo fue muy popular en la Corte. Se burló sin acritud en un poema de tres rabinos de la judería de Toledo, en cuya sinagoga se había aposentado, pues le asustaron con sus cantos y largas barbas al amanecer cuando lo despertaron porque habían venido a rezar.

Con tristeza e con enojos / que tengo de mi fortuna / non pueden dormir mis ojos / de veinte noches la una. / Mas desque a Alcalá llegué / luego dormí e folgué / como los niños en cuna. / Entre las synogos amas / estó bien aposentado / do me dan muy buenas camas / e plaser e gasajado / mas cuando viene el alba / un rabí de una grant barba / óigolo a mi diestro lado...

Su lírica celebra el reinado de Enrique II de Castilla y utiliza numerosas referencias de los libros de caballerías, en especial una versión primitiva del Amadís de Gaula en tres libros:

Amadís el muy fermoso / las lluvias y las ventiscas / nunca las falló ariscas / por ser leal e famoso: / sus proesas fallaredes / en tres libros, e diredes / que le Dios dé santo poso.

Su contemporáneo, el canciller, poeta e historiador Pero López de Ayala fue amigo suyo. La mayor parte de su obra conservada, cinco poemas, está contenida en el Cancionero de Baena (301-305). Una de ellas, la Cantiga de Pero Ferruz para los rabíes, quizá está escrita a consecuencia de los pogromos habidos entre 1388 y 1391 y suscitó la Respuesta de los rabíes a Pero Ferruz, quizá escrita por Pero Ferrús mismo.
Otra es el Dezir de Pero Ferruz al Rey don Enrique (1379), compuesta en el año del fallecimiento de este monarca, del que ofrece una estampa biográfica en primera persona; es demasiado extenso para ser un epitafio: 

Nunca yo cesé de guerras / treinta años continuados. / Conquerí gentes e tierras / e gagné nobles regnados: / fiz ducados e condados / e muy altos señoríos / e di a extraños e a míos / más que todos mis pasados / [...] Sabed que con mis hermanos / siempre yo quisiera paz; / andoviéronme tiranos / buscándome mal asaz. / Quísolo Dios, en quien yaz / el esfuerço e poderío,  / ensalçar mio señorío / e a ellos di mal solaz...

Por último, el Dezir de Pero Ferruz a Pero López de Ayala fue compuesto entre 1379 y 1390; se trata de un poema en que se exhibe una pedregosa erudición en forma de enumeración de héroes griegos, romanos, bíblicos, caballerescos y musulmanes. La lista incluye a Gerión, Caco, Escipión, José, el rey David, el rey Arturo, Galahad, Roldán, Amadís de Gaula, Saladino, Bernardo del Carpio, el Cid y Fernando III el Santo; la lista culmina cortesanamente con Enrique II de Castilla). La única alusión personal es a lo poco que le gustaba a López de Ayala la sierra, porque temía su frío y sus temporales.